# Охрадзани
Охрадзани (слч. Ohradzany) насељено је мјесто са административним статусом сеоске општине (слч. obec) у округу Хумење, у Прешовском крају, Словачка Република.

## Становништво
| Година:    | 1994. | 2004.   | 2014.   | 2024.   |
| ---------- | ----- | ------- | ------- | ------- |
| Број људи: | 594   | 619     | 643     | 614     |
| Разлика:   |       | +4,20 % | +3,87 % | -4,51 % |

| Година:    | 2023. | 2024.   |
| ---------- | ----- | ------- |
| Број људи: | 615   | 614     |
| Разлика:   |       | -0,16 % |

Према подацима о броју становника из 2024. године насеље је имало 614 становника.